# Simon Kirke
Simon Frederick St George Kirke (Lambeth, 28 luglio 1949) è un batterista britannico.

## Biografia
Ha trascorso i suoi primi anni di vita al confine con il Galles. Ha lasciato la scuola a 17 anni cercando un posto di lavoro come batterista nella scena blues. Incontra Paul Kossoff ed entra nei Black Cat Bones. I due in seguito lasciano il gruppo e formano con Paul Rodgers i Free. Nei quattro anni in cui i Free sono stati insieme sono diventati celebri grazie soprattutto alla hit All Right Now. Dopo lo scioglimento del gruppo, Kirke forma insieme a Rodgers, Mick Ralphs e Boz Burrell i Bad Company.
Simon Kirke venne invitato a suonare la batteria sul palco del concerto dei Led Zeppelin per la canzone "Whole Lotta Love" il 5 luglio 1980 a Monaco di Baviera nello stadio Olimpia Halle.

## Vita privata
Kirke vive a Manhattan insieme alla moglie, Lorraine, e i suoi quattro figli.

## Discografia
Free
- Tons of Sobs (1968)
- Free (1969)
- Fire and Water (1970)
- Highway (1970)
- Free Live! (1971) (live)
- Free at Last (1972)
- Heartbreaker (1973)

Kossoff Kirke Tetsu Rabbit
- Kossoff Kirke Tetsu Rabbit (1971)

Bad Company
- Bad Company (1974)
- Straight Shooter (1975)
- Run With the Pack (1976)
- Burnin' Sky (1977)
- Desolation Angels (1979)
- Rough Diamonds (1982)
- 10 from 6 (1985) (compilation)
- Fame and Fortune (1986)
- Dangerous Age (1988)
- Holy Water (1990)
- Here Comes Trouble (1992)
- What You Hear Is What You Get: The Best of Bad Company (1993) (live)
- Company of Strangers (1995)
- Stories Told & Untold (1996)
- The Original Bad Company Anthology (1999) (compilation CD)
- In Concert: Merchants of Cool (2002)

Solo
- Seven Rays of Hope (2005)